# 방어적 현실주의
방어적 현실주의(defensive realism) 또는 방어적 신현실주의(defensive neorealism)는 신현실주의 학파에서 파생된 국제 관계의 구조이론이다. 이 이론은 정치학자 케네스 왈츠(Kenneth Waltz)의 국제정치이론(Theory of International Politics)에서 그 기초를 찾았다. 여기서 왈츠는 국제 시스템의 무정부적 구조가 국가가 국가 안보를 달성하기 위해 온건하고 유보적인 정책을 유지하도록 장려한다고 주장한다. 대조적으로, 공격적 현실주의는 국가가 지배와 헤게모니를 통해 안보를 달성하기 위해 자신의 힘과 영향력을 극대화하려고 한다고 가정한다. 방어적 신현실주의는 공격적인 신현실주의자들이 촉진하는 공격적인 확장이 권력 균형 이론을 따르려는 국가의 경향을 뒤흔들어 국가의 주요 목표인 안보 보장을 감소시킨다고 주장한다. 방어적 현실주의는 국가 간 갈등의 현실이나 국가 팽창에 대한 인센티브가 존재한다는 사실을 부정하지 않지만 그러한 인센티브는 고질적인 것이 아니라 산발적이라고 주장한다. 방어적 신현실주의는 갈등의 발발을 설명하기 위해 안보 딜레마, 지리, 엘리트 신념 및 인식과 같은 "구조적 수정자"를 지적한다.